# Вишнёвка (Алтайский край)
Вишнёвка — село в Рубцовском районе Алтайского края. Административный центр Вишнёвского сельсовета.

## История
Основано в 1922 году. В 1928 году посёлок состоял из 56 хозяйств, основное население — украинцы. В административном отношении находился в составе Ново-Николаевского сельсовета Локтевского района Рубцовского округа Сибирского края.

## Население
| 1926 | 1997 | 1998 | 1999 | 2000 | 2001 | 2002 | 2003 | 2004 |
| ---- | ---- | ---- | ---- | ---- | ---- | ---- | ---- | ---- |
| 345  | ↗536 | ↗537 | ↘518 | ↘506 | ↘502 | ↘482 | ↘470 | ↘463 |
| 2005 | 2006 | 2007 | 2008 | 2009 | 2010 | 2011 | 2012 | 2013 |
| ↗466 | ↘455 | ↗476 | ↘470 | ↘374 | ↗375 | →375 | ↗376 | ↘365 |

## Улицы
- ул. Заречная,
- ул. Луговая,
- ул. Молодёжная,
- ул. Новая,
- ул. Советская.